# HD 120987
HD 120987 (y Centauri) é uma estrela binária na constelação de Centaurus. Com uma magnitude aparente visual combinada de 5,57, é visível a olho nu em locais com pouca poluição luminosa. De acordo com as medições de paralaxe pelo satélite Gaia, está localizada a uma distância de aproximadamente 171 anos-luz (53 parsecs) da Terra.
Este sistema é composto por duas estrelas semelhantes com magnitudes aparentes de 6,27 e 6,38 e massas de 1,56 e 1,53 massas solares (componentes A e B). É classificado com um tipo espectral de F3V, indicando que uma ou ambas as estrelas são estrelas de classe F da sequência principal. Estão orbitando o centro de centro de massa do sistema com um período orbital de 292,11 anos, semieixo maior de 1,329 segundos de arco e excentricidade orbital de 0,686.
Outras três estrelas são catalogadas como companheiras ópticas de y Centauri, designadas como componentes C, D e E. Estão separadas do par AB por 27,6, 30 e 67,5 segundos de arco e possuem magnitudes aparentes visuais de 12,5, 14,5 e 8,65 respectivamente. O componente D é o único que já foi considerado um possível membro do sistema. O segundo lançamento do catálogo Gaia mostrou que essas estrelas estão significativamente mais distantes que o sistema y Centauri.